# Jan Siberechts

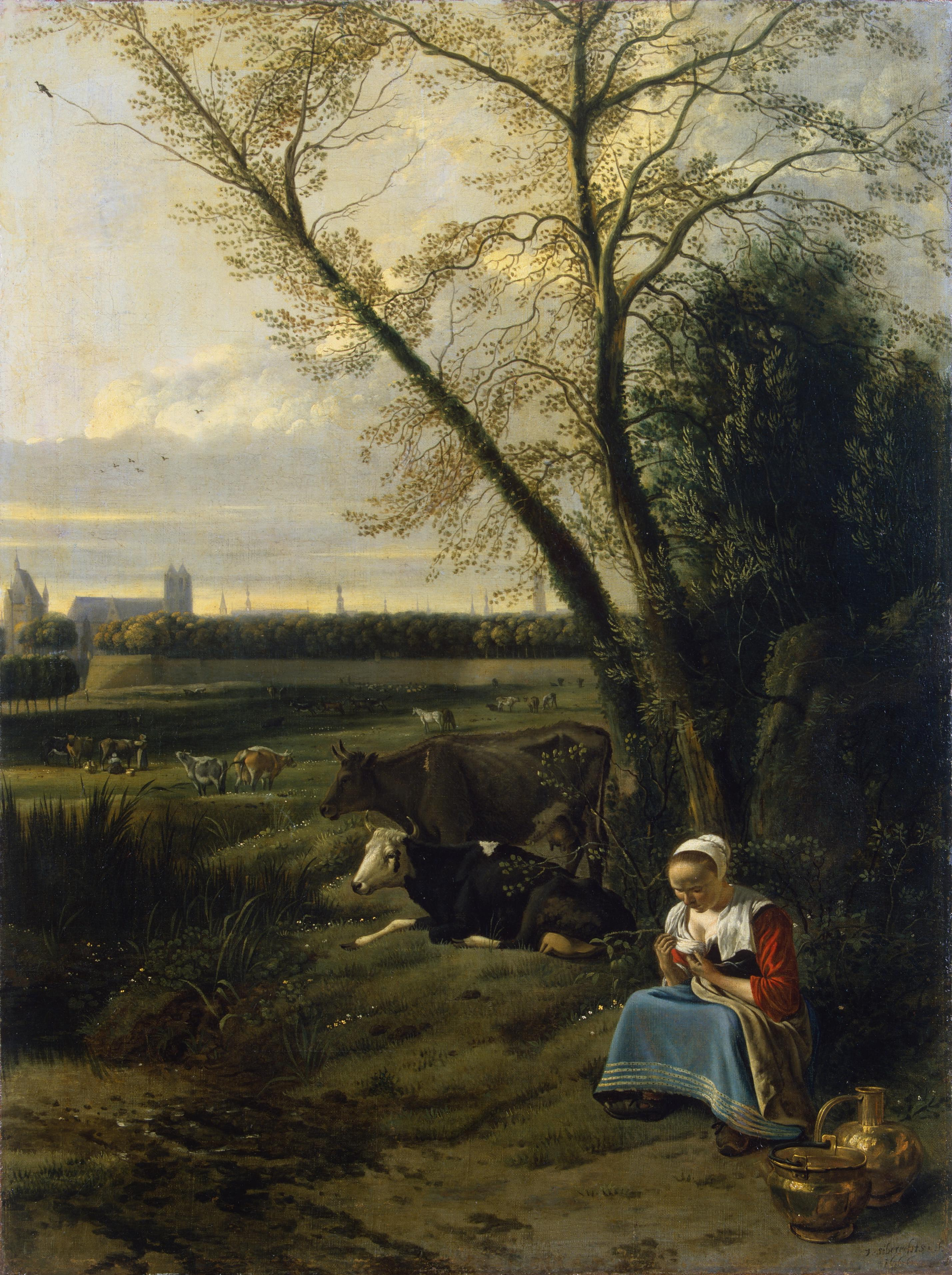
Pastorella, anni 1660, Ermitage

Jan Siberechts (Anversa, 1627 – Londra, 1703 circa) è stato un pittore fiammingo.

## Biografia
Imparò il mestiere alla bottega del padre e nel 1648-1649 fu accettato, come maestro indipendente, nella gilda dei pittori di Anversa. Verso il 1650 visitò l'Italia e dal 1672 si stabilì a Londra, dove morì verso il 1703.

## Stile
Pittore specializzato nei paesaggi, soprattutto contadini, stilisticamente seguì le impronte di Rubens paesaggista o dell'olandese Dujardin, nonostante seppe presto manifestare uno stile del tutto personale, con una tavolozza tendente ai colori freddi e al grigio, accesa dalle ampie campiture colorate nelle vesti dei personaggi. Tipici gli effetti di chiaroscuro, ottenuti con una luce argentea e ombre accentuate.